# Бред Герет
Бред Х. Герстенфелд (енгл. Brad H. Gerstenfeld; Окснард, 14. април 1960) амерички је филмски, телевизијски и гласовни глумац, комичар, продуцент и професионални играч покера. Познатији је као Бред Герет (енгл. Brad Garrett).
Најпознатији је по улози Роберта Барона у ситкому „Сви воле Рејмонда”.
Активно се бави гласовном глумом за анимиране филмове и серије. Гарет позајмљује глас Великом Глупом Псу у серији „Два глупа пса”, Гризпиту у „Стеновитим планинама са Марса”, Дебелом у „Касперу” (сезоне 1-2), Лобу и Бибу у „Супермену: Анимирана серија”, Плонду у „У потрази за Немом” и другима.